# 유리 조나탕 비토르 코엘류
유리 조나탕 비토르 코엘류(브라질 포르투갈어: Yuri Jonathan Vitor Coelho, 1998년 12월 6일~)는 브라질의 축구 선수로 현재 대한민국 K리그1의 제주 유나이티드에서 공격수로 활동하고 있다.

## 구단 경력

### K리그 이전
2017년부터 2022년까지 5년동안 자국인 브라질 하부 리그 및 지역 리그 그리고 해외 리그인 일본 J3리그와 리가 포르투갈 2 등에서 활동했고 특히 2022 시즌에는 캄페오나투 파울리스타 세리이 A3의 카피바리아누 FC 소속으로 19경기 10골을 터뜨린 뒤 같은 해 세리이 B의 과라니 FC 소속으로 반시즌동안 17경기 7골을 터뜨렸다.

### 제주 유나이티드
2023 시즌을 앞두고 2억 4천만원의 이적료로 대한민국 K리그1의 제주 유나이티드와 입단 계약을 체결하며 개인 커리어 3번째 해외 리그 진출에 성공한 이후 2023 시즌 공식전 37경기 15개의 공격포인트(11골 4어시스트)를 작성하며 2013년 이후 10년만의 제주의 FA컵 4강 진출을 이끌었다.

## 대회 성적

### 구단
제주 유나이티드
- 코리아컵 : 4강 (2023)